# Jeux des îles de l'océan Indien 2007
Navigation
Édition précédente Édition suivante
Les Jeux des îles de l'océan Indien 2007 sont des jeux sportifs organisés à Antananarivo du 9 au 19 août 2007. Il s'agit de la septième édition des Jeux des îles de l'océan Indien et de la seconde prenant place à Madagascar en particulier.

## Les délégations
L'édition est marquée par la non-participation des Maldives, qui déclarent forfait au dernier moment. À l'inverse, Mayotte participe pour la première fois en tant qu'entité distincte de La Réunion, la précédente édition ayant quant à elle vu la toute première participation des Mahorais sous le drapeau commun France de l'océan Indien. Pour le reste, outre le pays hôte, Maurice, La Réunion, les Seychelles et l'union des Comores sont à nouveau représentées.

### La Réunion
La délégation réunionnaise est composée de 244 personnes et est emmenée par Marcel Dijoux. En son sein, Armand Henriette en est à sa sixième participation aux JIOI.

## Sports présents
| - Athlétisme - Basket-ball - Boxe - Cyclisme - Football | - Haltérophilie - Judo - Karaté - Lutte - Natation | - Pétanque - Tennis - Tennis de table - Taekwondo - Volley-ball |

## L'organisation

### La cérémonie d'ouverture
La cérémonie d'ouverture a lieu le 9 août 2007 au soir en présence du Président malgache Marc Ravalomanana, dont l'entreprise de yaourts, Tiko, est un sponsor important de l'événement.

### Les sponsors
Outre Tiko, la filiale malgache de la Mauritius Commercial Bank, Air Madagascar et Orange sont des sponsors de JIOI 2007.

## Tableau des médailles
Le tableau suivant présente le bilan par nation des médailles obtenues lors de ces Jeux.
| Rang | Nation     | Or  | Argent | Bronze | Total |
| ---- | ---------- | --- | ------ | ------ | ----- |
| 1    | Madagascar | 100 | 79     | 56     | 235   |
| 2    | La Réunion | 74  | 78     | 74     | 226   |
| 3    | Maurice    | 35  | 55     | 83     | 173   |
| 4    | Seychelles | 35  | 27     | 37     | 99    |
| 5    | Comores    | 1   | 6      | 14     | 21    |
| 6    | Mayotte    | 0   | 0      | 4      | 4     |
| 7    | Maldives   | 0   | 0      | 0      | 0     |

      Pays organisateur 